# Guerra Civil espanyola al mar de les Balears
La Guerra Civil espanyola naval al mar de les illes Balears, amb centre a l'illa de Mallorca, va comportar la participació de diversos estats que eren en una tensa relació, la qual acabaria desembocant en la Segona Guerra Mundial.
Les operacions navals a l'espai de llevant del Mediterrani varen ser escasses durant la Guerra Civil degut a la formalització d'un protocol de no-intervenció signat a Londres l'agost de l'any 1936 pels governs de França, Regne Unit, Alemanya i Itàlia.
Aquest acord va ser violat repetidament per part de l'exèrcit de Mussolini i de Hitler sense que les altres dues nacions responguessin per impedir-ho, degut a les precaucions existents vers l'estat de la política agressiva nazi.

## Principals operacions
Entre les operacions que varen destacar hi ha:
- Enfonsament del creuer Baleares, del bàndol sublevat de Franco, que estava davant del cap de Palos, a la costa de Cartagena l'any 1938.
- Desembarcament de tropes republicanes a Portocristo, a l'illa de Mallorca.
- Atac amb bombardejos per part de navilis del bàndol insurrecte (creuer Canarias,[1] l'italià Eugenio di Savoia) violant l'acord de no-intervenció a les costes de la península: Barcelona, Port Bou, Tarragona.
- Intervencions del Canarias al mar Balear

Altres accions

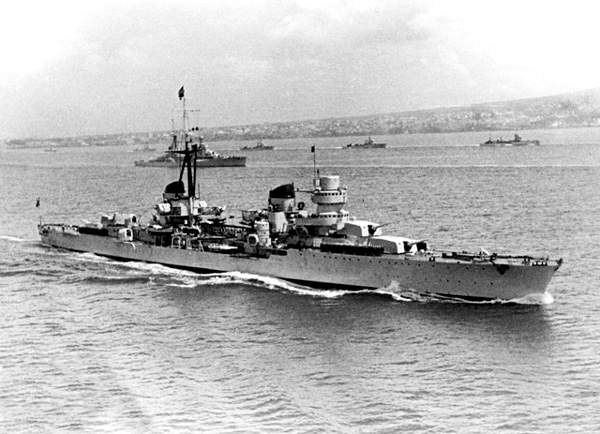
Destructor italià Eugenio di Savoia

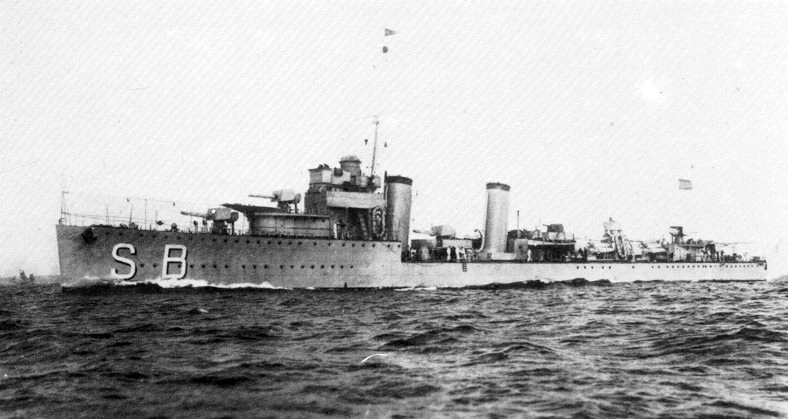
Destructor Sanchez Barcaiztegui (SB)

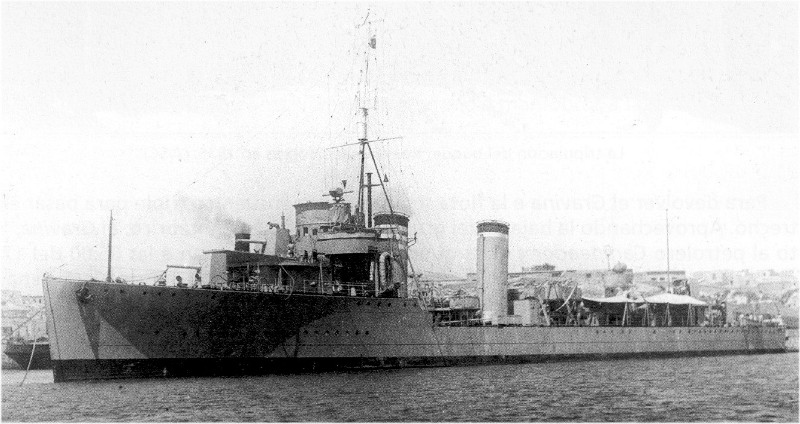
Destructor Gravina (G)

- Atacs a vaixells alemanys i italians, estacionats en aigües de Mallorca, per l'aviació espanyola i soviètica.[1]
- Bombardeig de Barcelona pel vaixell italià Eugenio di Savoia el 13 de febrer del 1937, que havia salpat de Còrsega, amb desenes de víctimes mortals.
- Submarins italians canonejant ports a la costa de Tarragona malgrat els acords de no intervenció.[2]
- Bateries i minat al port de Barcelona.
- 10 de novembre del 1936 el Canarias bombardeja dipòsits de combustible al port de Barcelona i posteriorment la línia fèrria a prop de Port Bou.
- El setembre del 1937 el Canarias inicia batalla amb dos creuers (Sánchez Barcáiztegui Gravina i Almirante Antequera) que feien escorta a dos vapors mercants entre la costa i Mallorca. El Canarias posa en fuga els destructors i apresa els dos vapors (Jaime II i J.J. Sister), que porta a Ciutat de Palma.
- 4 de novembre del 1936: porten els vapors Mallorca i Jaime I al port de Palma.
- 10 de novembre del 1936: captura del vapor Ciudadela (de Maó a Barcelona).
- 2 de gener del 1937: bombardeig de la línia ferroviària a Colera.
- 9 de gener del 1937: captura del vapor Campuzano amb 8.000 Tm de combustible procedent de Marsella. El porten a Ceuta.
- 26 de febrer del 1937: captura del Marqués de Comillas a prop de Barcelona (procedent d'Odessa), que és portat a Palma[3]

## El general Manuel Goded
A Mallorca el general Manuel Goded ja havia participat en la insurrecció del 10 d'agost del 1932 a Madrid (coneguda com La Sanjurjada) i era un enemic declarat contra el govern republicà, motiu pel qual va ser enviat lluny de Madrid, com a comandant general a les Illes Balears. El 19 de juliol del 1936, en produir-se el cop d'Estat que originà la guerra civil, Goded es va solidaritzar amb els insurrectes a les Illes, que quedaren inicialment a les seves mans. Goded va decidir anar amb una esquadra de 4 hidroavions de la base de Maó cap a Barcelona, per provar de dirigir-ne la sublevació. Una vegada desembarcat Goded, els hidroavions varen tornar a la seva base. A Barcelona, Goded va destituir i arrestar el general Llano de la Encomienda, comandant de la IV Divisió Orgànica i de tota Catalunya, però el seu intent de prendre el control de la ciutat va fracassar per l'acció dels milicians, que rodejaren l'edifici on era.
Després dels combats va ser detingut i va haver de confessar per ràdio el fracàs de la insurrecció. Va ser acusat de traïció, condemnat a mort i afusellat amb altres militars (p. e. Álvaro Fernández Burriel).

## Eivissa i Formentera
Les guarnicions de l'illa d'Eivissa i de Formentera es varen unir als sublevats però els milicians republicans enviats en vaixells des de València en el vapor de transport Mar Cantábrico i el destructor Almirante Antequera, sota les ordres del capità Uribarry, i des de Barcelona uns milers de milicians sota el capità Alberto Bayo i el transatlàntic Marquès de Comillas i el destructor Almirante Miranda les varen ocupar a l'inici del mes d'agost del 1936 encara que per poc temps. A Eivissa es produïren els coneguts com “Fets del Castell” amb l'afusellament indiscriminat dels possibles partidaris de la insurrecció de Franco que eren reclosos al Castell d'Eivissa.

## Mallorca
Degut als desacords entre els dos capitans esmentats, als pocs dies Uribarry va tornar a València i Bayo va anar a Maó quedant com a comandant del material de guerra i uns milers de milicians per fer el desembarcament a prop de Portcristo (Cala Petita), a la costa Est de Mallorca, sota l'ordre donada per Indalecio Prieto. Aquest desembarcament no va tenir èxit i va haver de fer-se la retirada a correcuita (7 de setembre) per la forta oposició de les tropes i voluntaris que eren partidaris de la sublevació, abandonant material i milicians i milicianes que foren afusellats indiscriminadament. El Ministeri de Marina amb Prieto varen fer que els navilis que tenia disponibles en el Mediterrani, el Jaime I entre d'altres, anessin al mar Cantàbric amb la qual cosa la Mediterrània va quedar en mans dels sublevats i de les ajudes de les forces d'Alemanya i principalment de les italianes. El resultat va ser les moltes dificultats que varen tenir els vaixells republicans per obtenir munició, a més de les del vaixells soviètics per entregar-ne, i la facilitat amb què es varen minar els ports de la costa republicana peninsular pels sublevats.
Els falangistes que estaven a Mallorca varen demanar i obtenir l'ajuda i la presència de tropes i material de l'exèrcit i l'armada italiana de Mussolini. Entre els italians que varen ser enviats a Mallorca cal destacar, pel seu acarnissament i ferocitat, un feixista que es feia dir comte Rossi.
L'aviació republicana, amb pilots russos enlairant-se des de València, varen bombardejar vaixells italians, alemanys i un britànic en aigües de Mallorca. Un vaixell alemany, el Deutschland, va rebre bombes que li varen causar severs danys i mortaldat. Com a venjança, Hitler va fer bombardejar Almeria, ciutat indefensa, per vaixells alemanys entre els quals hi havia el Admiral Scheer.

## Menorca
Menorca, on hi havia una base de submarins i d'hidroavions, al port de Maó, es va mantenir fidel a la república gràcies a l'èxit de l'enfrontament de la tropa, dels suboficials i d'un oficial, el capità Gil, contra els altres militars revoltats. Els actes de vandalisme no varen poder ser aturats, fet que causà la seva utilització propagandística pels serveis corresponents de l'altre bàndol. Durant tota la guerra es va mantenir Menorca amb la república com a contrapès a les altres illes en poder dels sublevats, possiblement sota acords secrets entre les potències europees interessades en no permetre l'exclusiva a les forces feixistes i nazis presents a Mallorca i les Pitiüses. El febrer del 1939, amb un acord entre el govern del Regne Unit i el govern del general Franco es va enviar a Maó el creuer britànic Devonshire on el tinent coronel de les tropes de Franco, Fernando Sartorius, va obtenir la rendició del contraalmirall republicà Ubieta, que va acordar exiliar-se a Marsella, cosa que també varen fer uns pocs centenars de soldats de la base, i així Menorca va formar part de la nova Espanya sota Franco.

Cuirassat Jaime I l'any 1937, poc abans de quedar inutilitzat a Cartagena.

L'estat italià sota Mussolini tenia interessos en establir el seu exèrcit a les Balears i varen rebre la invitació del general Franco per enviar-hi avions i les corresponents tripulacions, amb l'ajut econòmic de Joan March i Ordinas Els avions varen canviar les ensenyes italianes per les espanyoles de manera que, en els seus atacs a les tropes republicanes, començant per les desembarcades a Portocristo, no es pogués advertir la violació dels acords internacionals de no intervenció. Vaixells italians també varen arribar a Palma a finals de juliol del 1936.

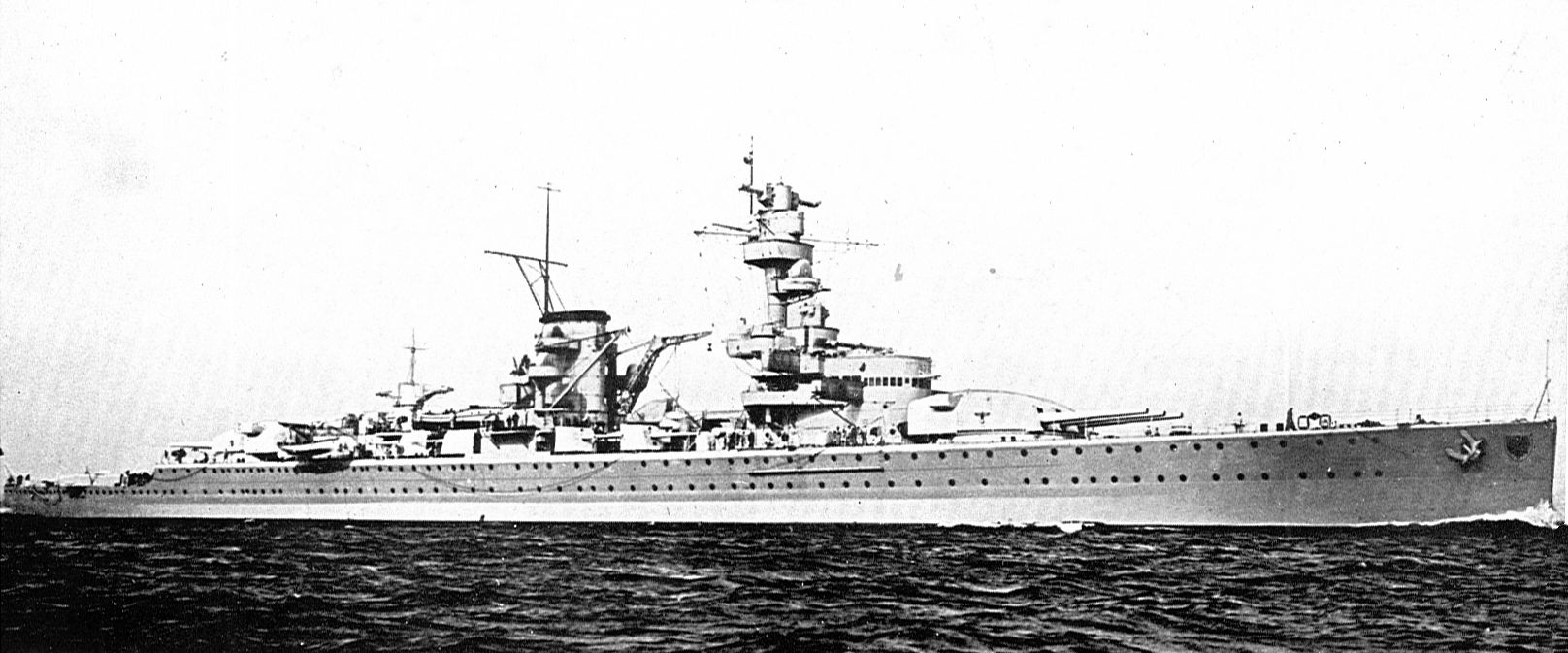
Creuer alemany Deutschland (1936)

La situació política entre l'Alemanya de Hitler i la URSS d'Stalin que impedia al govern republicà, amb pocs recursos disponibles, actuar a Espanya seguint únicament les pròpies determinacions, va fer que aquest conflicte acabés amb el bombardeig naval d'Almeria.